# Polignac (Charente-Maritime)
Polignac település Franciaországban, Charente-Maritime megyében. Lakosainak száma 161 fő (2022. január 1.). Polignac Chatenet, Chepniers, Jussas, Sainte-Colombe és Sousmoulins községekkel határos.

## Népesség
A település népességének változása:
| Lakosok száma | 192  | 125  | 119  | 121  | 164  | 171  | 170  | 159  | 160  | 161  |
|               | 1968 | 1982 | 1990 | 2006 | 2013 | 2015 | 2017 | 2019 | 2020 | 2022 |